# Sorcery Saga: Curse of the Great Curry God
Sorcery Saga: Curse of the Great Curry God, conocido en Japón como Sei Madou Monogatari (聖魔導物語 Sei Madō Monogatari?, Cuento Mágico Sagrado) es un videojuego desarrollado por Compile Heart para PlayStation Vita. Está basado en el Madou Monogatari original lanzado en 1989. El juego se anunció en diciembre de 2012 y se lanzó el 28 de marzo de 2013 en Japón, el 10 de diciembre de 2013 en Norteamérica a través de Aksys Games, y el 21 de febrero de 2014 en Europa a través de Rising Star Games. Una versión de Microsoft Windows, producida y publicada por Ghostlight, fue lanzada el 4 de junio de 2018.

## Jugabilidad
Sorcery Saga: Curse of the Great Curry God es un videojuego de rastreo de mazmorras ambientado en un gran mundo con varias mazmorras diversas. Las mazmorras se generan automática y aleatoriamente. El juego también presenta varias ciudades, que tienen varios eventos. Los jugadores que hayan pre-ordenado el juego obtienen un "código de descarga de bikini".  Aksys lanzó el juego como un juego independiente, además de un paquete de edición limitada titulado "Hot and Spicy, Everything Nicey Limited Edition". La copia de edición limitada vendida en Norteamérica incluye un babero especialmente diseñado, una cuchara de plástico y un plato.

## Recepción
Bradly Hale, de Hardcore Gamer, le dio al juego un 4/5 y lo llamó "sin duda uno de los roguelikes más tradicionales que salieron tras un tiempo". Wesley Ruscher de Destructoid le otorgó a Sorcery Saga un 6/10, resumiendolo como "un título que me tomó por sorpresa. Puede que no sea el mejor de los juegos, pero está lejos de ser el peor. Es difícil recomendar su naturaleza alegre si no eres fanático del género, pero si estás dispuesto a probar algo un poco diferente, hay suficientes deliciosas bromas servidas en todo momento para satisfacer los antojos de mazmorras de cualquier persona ".
Meghan Sullivan de IGN calificó el juego como 7.5/10, afirmando que "aunque los elementos roguelike de Sorcery Saga y los pequeños fallos me hicieron sentir increíblemente frustrado a veces, todavía disfruté la historia y los personajes lo suficiente como para atravesar sus mazmorras de varios niveles solo para ver qué sucedió una vez que se rodaron los créditos. Si estás buscando expandir tu paleta de juegos, Sorcery Saga es un pequeño bocado sabroso para la Vita que ofrece muchos desafíos y muchas risas "y que" Si nunca has jugado un juego de rol roguelike, Sorcery Saga es un buen, punto de entrada del tamaño de un bocado en el género ".  
Danielle Riendeau de Polygon fue más crítica con el juego, criticando la "mecánica tediosa, las muertes arbitrarias y la escritura perturbadora y desagradable", y diciendo "Sorcery Saga: Curse of the Great Curry God me trató como una mala mascota, golpeándome la nariz con un periódico sin mostrarme nunca lo que hice mal. Me gustan los juegos difíciles, pero era imposible sentir que estaba progresando", anotando Sorcery Saga 5/10.  Cassandra Khaw, jugador estadounidense, le dio a Sorcery Saga una crítica positiva, afirmando que " Sorcery Saga: Curse of the Great Curry God es excelente, aunque no terriblemente inspirado. Sigue los motivos tradicionales, evitando ideas más grandiosas a favor de un sabor más familiar "y recompensándolo con cuatro estrellas de cinco.  